# Manuel II., portugalski kralj
Manuel II. (19. ožujka 1889. – 2. srpnja 1932.), punim imenom Manuel Maria Filipe Carlos Amélio Luís Miguel Rafael Gonzaga Xavier Francisco de Assis Eugénio de Saxe-Coburgo-Gota e Bragança, posljednji kralj Portugala, vladao od 1908. do 1910. godine.
Na prijestolje je došao 1. veljače 1908. godine, nakon što su radikalni republikanci izvršili atentat na njegovog oca, kralja Karla I. i starijeg brata, prijestolonasljednika Luísa Filipea.
Po izbijanju revolucije 4. listopada 1910., Manuel zajedno s kraljevskom obitelji bježi preko Gibraltara u Veliku Britaniju. 5. listopada proglašena je Portugalska Republika.
Kralj je živio u egzilu u Velikoj Britaniji. 4. rujna 1913. oženio se s princezom Augustom Victoriom de Hohenzollern-Sigmaringen. Iznenada umire 2. srpnja 1932.